# Plobannalec-Lesconil
Plobannalec-Lesconil település Franciaországban, Finistère megyében. Lakosainak száma 3694 fő (2022. január 1.). Plobannalec-Lesconil Loctudy, Plomeur, Pont-l’Abbé és Treffiagat községekkel határos.

## Népesség
A település népességének változása:
| Lakosok száma | 2831 | 2844 | 3022 | 3240 | 3413 | 3440 | 3474 | 3568 | 3615 | 3694 |
|               | 1968 | 1982 | 1990 | 2006 | 2013 | 2015 | 2017 | 2019 | 2020 | 2022 |